# Darren Foreman
Darren Foreman, född 12 februari 1968 i Southampton, England, är en engelsk tidigare professionell fotbollsspelare. Han har rekordet för bästa målskytt genom tiderna i Football League för Scarborough FC. Foreman har spelat för bland annat Scarborough, Crewe Alexandra och Barnsley. Han spelade också en period i Hongkong för att sedan gå till uppsalalaget IK Sirius.